# Crème brûlée

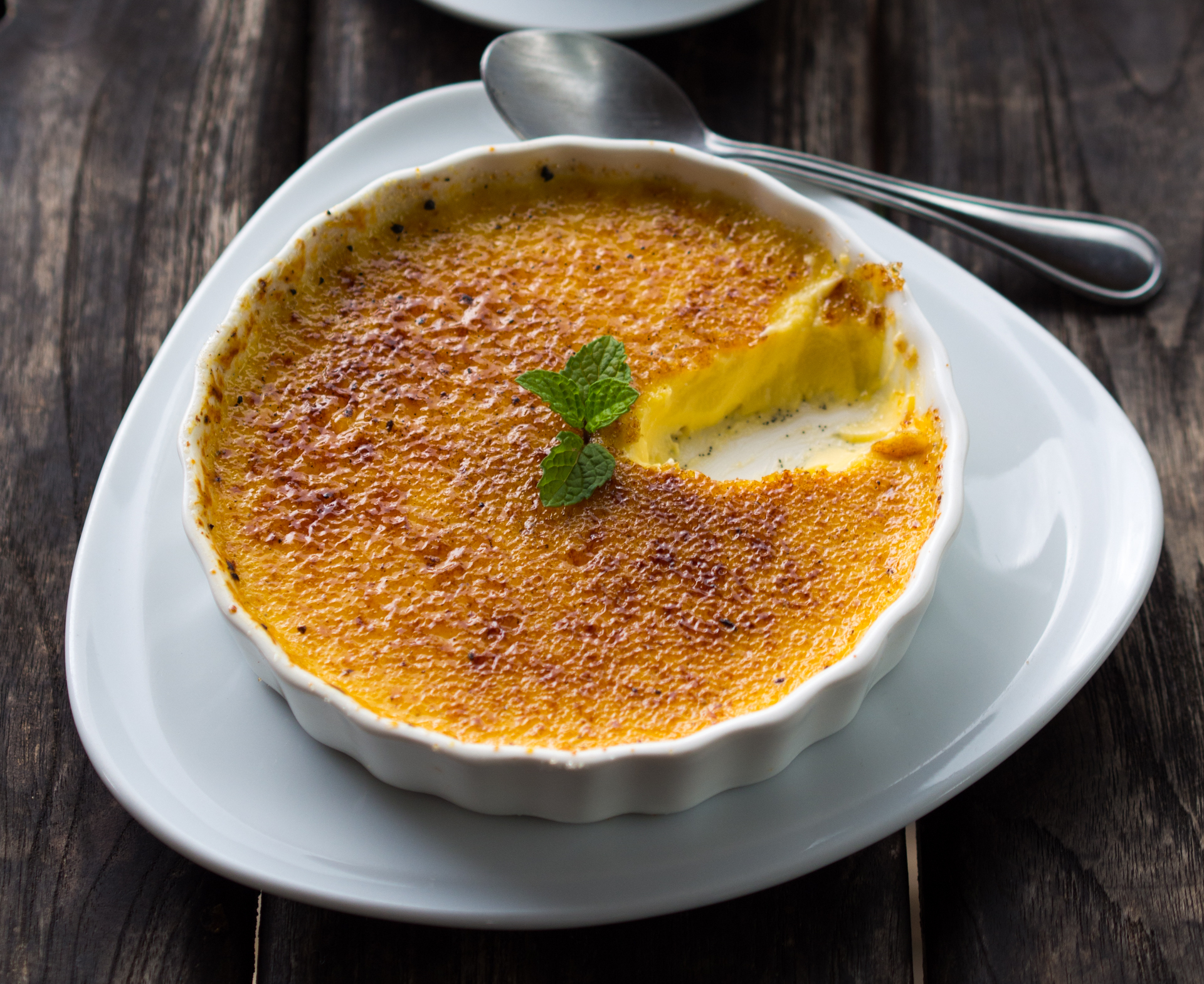
Crème brûlée na vila tai-iunãnesa de Doi Mai Salong, nas montanhas da província de Chiang Rai, norte da Tailândia

Crème brûlée (em francês: "creme queimado") é uma sobremesa feita com creme de leite, ovos, açúcar e baunilha, com uma crosta de açúcar queimado por um maçarico, deitando fogo a uma bebida alcoólica que se deita sobre o creme, ou com um ferrer próprio.
É geralmente servido gelado e em ramekins individuais. Além de baunilha, pode-se usar também chocolate, café, canela, coco, licores, ou outros saborizantes.
Muitas vezes confundido com o leite-creme, uma sobremesa portuguesa. As diferenças são poucas, mas existem, sendo a fundamental a forma de preparação: o leite-creme é feito ao lume, enquanto o creme brûlée é feito no forno, em banho-maria. Os ingredientes também não são bem os mesmos, uma vez que o leite-creme é composto por, e contém, leite, farinha, açúcar e gemas de ovos.

## História
Os franceses, ingleses e os catalães disputam a origem do crème brûlée, mas a 1ª referência histórica, é um creme francês e se encontra no receituário Nouveau cuisinier royal et bourgeois de François Massialot, publicado no ano de 1691. A receita era então, à base de gemas de ovos e leite, com uma pitada de farinha. Depois de cozido, segundo o cozinheiro de Filipe de Orléans, é preciso adicionar bastante açúcar por cima do creme, além do açúcar já contido, e queimar o creme, de modo que adquira uma bela cor dourada.
No Reino Unido, existe uma referência, no ano de 1879, ao Trinity Cream ou Cambridge burnt cream. No Trinity College, Cambridge, o  símbolo da universidade era marcado, com um ferrer quente, sobre o açúcar da cobertura.
Na Catalunha, a sobremesa é chamada de crema catalana, contendo limão ou laranja e canela, e o creme foi documentado pela 1ª vez no Llibre de Sent Soví, um livro de receitas catalão medieval, em 1324.

## Galeria

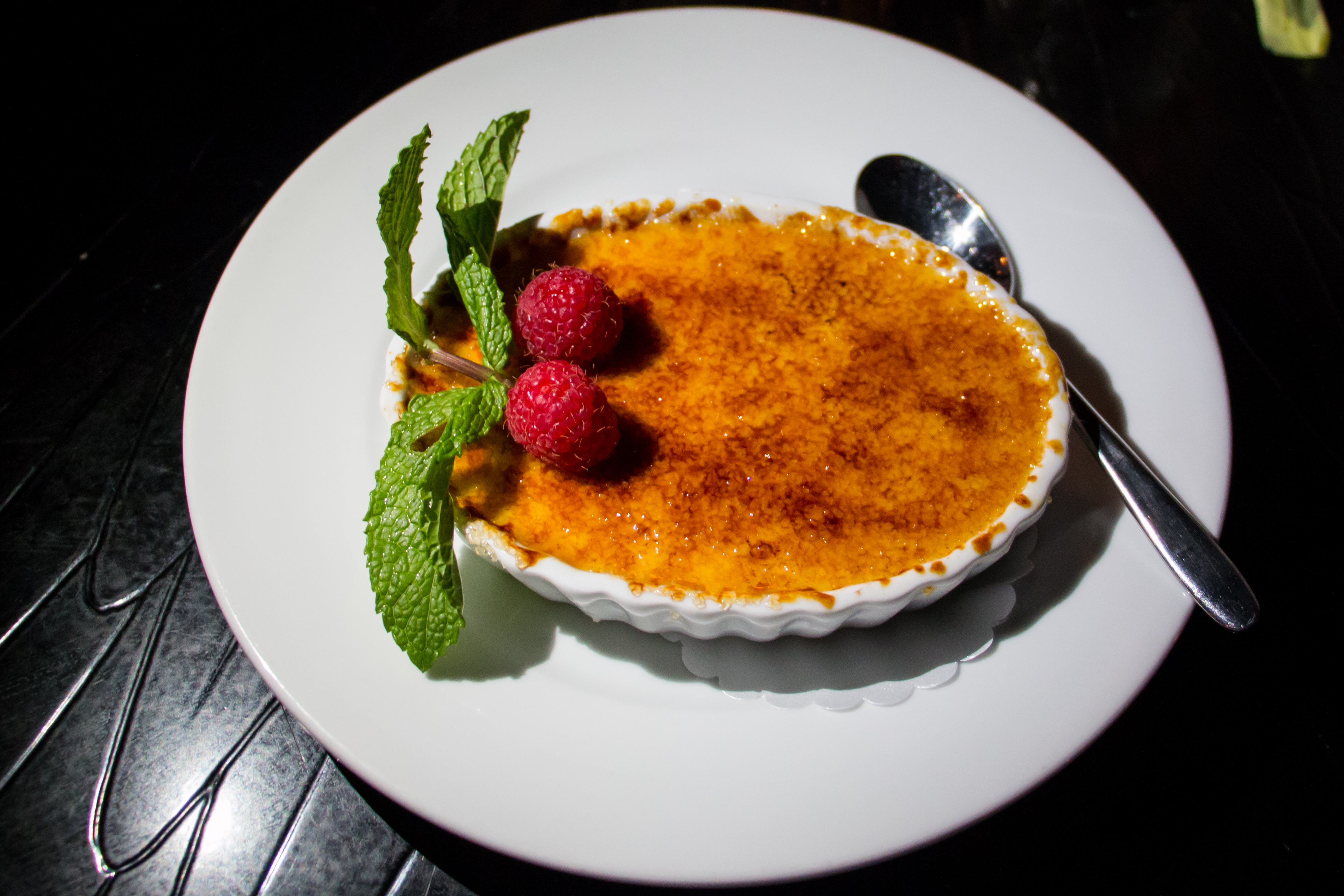
Crème brûlée tradicional em um restaurante de Anaheim, Califórnia, ao oeste dos Estados Unidos.
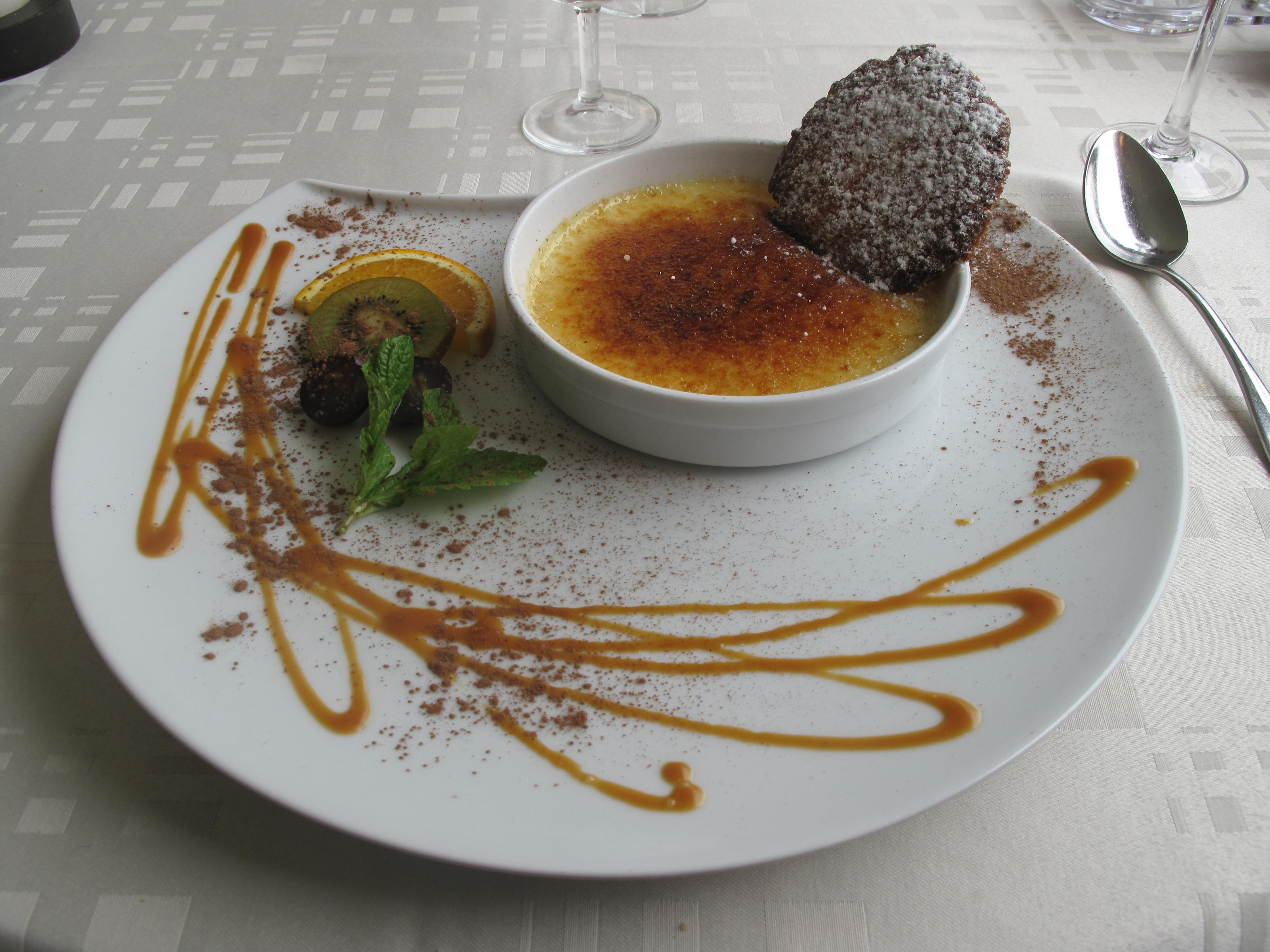
Um crème brûlée tradicional servido em um restaurante francês, no departamento de Landes, ao sudeste da França.
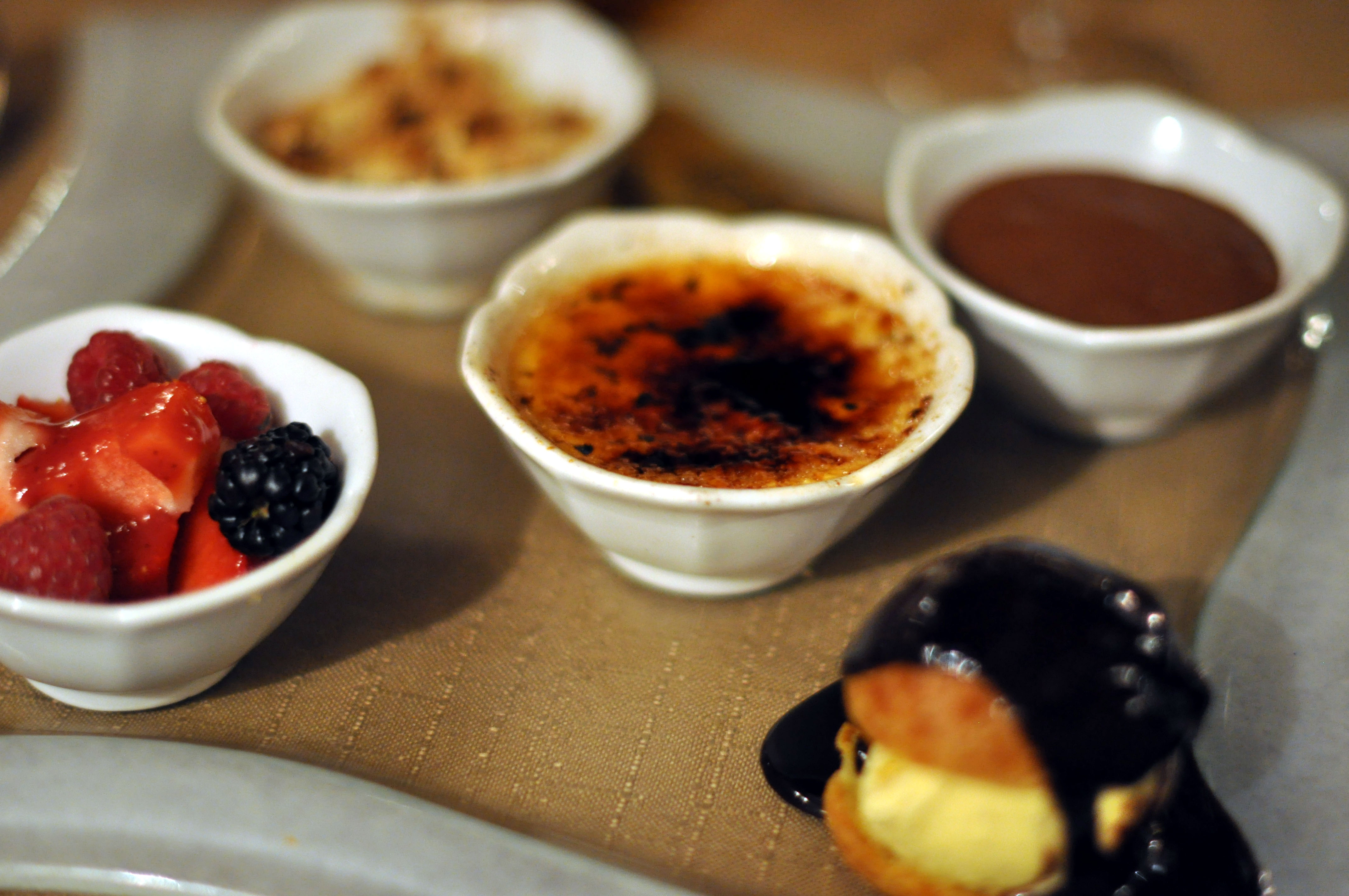
Frutos silvestres, torta de maçã crocante, um crème brûlée (ao centro), mousse de chocolate e profiterole com sorvete e calda de chocolate.